# Liste der Spieler mit einer PDC Tour Card (2015)
Die folgende Liste zeigt alle Spieler, welche sich eine PDC Tour Card für das Jahr 2015 sichern konnten und damit für alle Turniere der PDC Pro Tour 2015 teilnahmeberechtigt waren.

## Qualifikation
Um sich eine PDC Tour Card zu sichern, musste man eines der folgenden Kriterien erfüllen:
- Top 64 der PDC Order of Merit nach der PDC World Darts Championship 2015
- Top 2 der PDC Challenge Tour 2013
- Halbfinalist BDO World Darts Championship
- Zwei-Jahres-Qualifikant auf der PDC Qualifying School am 15. bis 18. Januar 2014 (siehe: PDC Pro Tour 2014#Q-School)
- Top 2 der PDC Challenge Tour Order of Merit 2014
- Top 2 der Youth Tour Order of Merit 2014
- Qualifikant auf der PDC Qualifying School am 14. bis 17. Januar 2015 (siehe: PDC Pro Tour 2015#Q-School)

Stephen Bunting, Halbfinalist bei der BDO-WM 2014, stand in den Top 64 der Order of Merit, ebenso wie die Q-School-Sieger Kyle Anderson, Benito van de Pas und Gerwyn Price.

### Abgelehnte Tour Cards
Die folgenden Spieler hatten die Möglichkeit eine Tour Card zu erhalten, haben das Angebot jedoch nicht angenommen oder ihre Tour Card abgegeben.
| Land     | Spieler         | Wäre qualifiziert über | Nachrücker                            |
| -------- | --------------- | ---------------------- | ------------------------------------- |
| England  | Stuart Anderson | Q-School 2014          | Q-School Order of Merit               |
| Wales    | Richie Burnett  | Top 64 Order of Merit  | Cristo Reyes (Nr. 65 Order of Merit)  |
| Finnland | Jarkko Komula   | Top 64 Order of Merit  | Colin Osborne (Nr. 66 Order of Merit) |
| England  | Stuart White    | Q-School 2014          | Q-School Order of Merit               |

## Liste
| Nr. | Land        | Spieler               | Qualifiziert als        |
| --- | ----------- | --------------------- | ----------------------- |
| 1   | Schottland  | Gary Anderson         | Top 64 Order of Merit   |
| 2   | Australien  | Kyle Anderson         | Top 64 Order of Merit   |
| 3   | Deutschland | Jyhan Artut           | Top 64 Order of Merit   |
| 4   | England     | Nathan Aspinall       | Q-School 2015           |
| 5   | Schottland  | Jamie Bain            | Q-School 2014           |
| 6   | Schottland  | Mark Barilli          | Q-School 2014           |
| 7   | Niederlande | Raymond van Barneveld | Top 64 Order of Merit   |
| 8   | England     | Ronnie Baxter         | Top 64 Order of Merit   |
| 9   | England     | Steve Beaton          | Top 64 Order of Merit   |
| 10  | Niederlande | Joey ten Berge        | Q-School 2014           |
| 11  | England     | Dave Bird             | Q-School 2014           |
| 12  | England     | Andy Boulton          | Q-School 2015           |
| 13  | England     | John Bowles           | Top 64 Order of Merit   |
| 14  | England     | Keegan Brown          | Top 64 Order of Merit   |
| 15  | England     | Steve Brown           | Top 64 Order of Merit   |
| 16  | England     | Stephen Bunting       | Top 64 Order of Merit   |
| 17  | Schweden    | Magnus Caris          | Q-School 2015           |
| 18  | England     | Jamie Caven           | Top 64 Order of Merit   |
| 19  | England     | Dave Chisnall         | Top 64 Order of Merit   |
| 20  | Wales       | Jonny Clayton         | Q-School 2015           |
| 21  | England     | Mark Cox              | Q-School 2014           |
| 22  | England     | Joe Cullen            | Top 64 Order of Merit   |
| 23  | England     | Nathan Derry          | Q-School 2015           |
| 24  | England     | Chris Dobey           | Q-School 2015           |
| 25  | England     | David Dodds           | Q-School 2014           |
| 26  | Nordirland  | Brendan Dolan         | Top 64 Order of Merit   |
| 27  | England     | Steve Douglas         | Q-School 2015           |
| 28  | England     | Mark Dudbridge        | Top 64 Order of Merit   |
| 29  | England     | Pete Dyos             | Q-School 2014           |
| 30  | England     | Matthew Edgar         | Q-School 2015           |
| 31  | England     | Ricky Evans           | Top 64 Order of Merit   |
| 32  | Irland      | Connie Finnan         | Top 64 Order of Merit   |
| 33  | England     | Mark Frost            | PDC Challenge Tour 2014 |
| 34  | Niederlande | Michael van Gerwen    | Top 64 Order of Merit   |
| 35  | England     | Andrew Gilding        | Top 64 Order of Merit   |
| 36  | England     | Robbie Green          | Q-School 2015           |
| 37  | Nordirland  | Daryl Gurney          | Top 64 Order of Merit   |
| 38  | England     | Johnny Haines         | Q-School 2015           |
| 39  | England     | Andy Hamilton         | Top 64 Order of Merit   |
| 40  | England     | Curtis Hammond        | Q-School 2015           |
| 41  | Schottland  | John Henderson        | Top 64 Order of Merit   |
| 42  | England     | Nigel Heydon          | Q-School 2015           |
| 43  | England     | Steve Hine            | Q-School 2014           |
| 44  | Schottland  | Jason Hogg            | Q-School 2014           |
| 45  | Deutschland | Max Hopp              | Top 64 Order of Merit   |
| 46  | England     | Adam Hunt             | PDC Challenge Tour 2013 |
| 47  | Belgien     | Kim Huybrechts        | Top 64 Order of Merit   |
| 48  | Belgien     | Ronny Huybrechts      | Top 64 Order of Merit   |
| 49  | England     | Andy Jenkins          | Q-School 2015           |
| 50  | England     | Terry Jenkins         | Top 64 Order of Merit   |
| 51  | Indien      | Prakash Jiwa          | Q-School 2015           |
| 52  | England     | Darren Johnson        | Q-School 2015           |
| 53  | England     | Wayne Jones           | Top 64 Order of Merit   |
| 54  | England     | Stuart Kellett        | Top 64 Order of Merit   |
| 55  | England     | Mervyn King           | Top 64 Order of Merit   |
| 56  | Niederlande | Christian Kist        | Top 64 Order of Merit   |
| 57  | Niederlande | Jelle Klaasen         | Top 64 Order of Merit   |
| 58  | England     | Dave Ladley           | Q-School 2014           |
| 59  | Österreich  | Zoran Lerchbacher     | Q-School 2014           |
| 60  | England     | Adrian Lewis          | Top 64 Order of Merit   |
| 61  | Wales       | Jamie Lewis           | Top 64 Order of Merit   |
| 62  | England     | Colin Lloyd           | Top 64 Order of Merit   |
| 63  | England     | Jason Lovett          | Q-School 2015           |
| 64  | Kanada      | Ken MacNeil           | Q-School 2015           |
| 65  | Nordirland  | Mickey Mansell        | Top 64 Order of Merit   |
| 66  | England     | Kevin McDine          | Top 64 Order of Merit   |
| 67  | England     | Steve McNally         | Q-School 2015           |
| 68  | England     | Paul Milford          | Q-School 2015           |
| 69  | England     | Arron Monk            | Top 64 Order of Merit   |
| 70  | England     | Ian Moss              | Q-School 2014           |
| 71  | Japan       | Haruki Muramatsu      | Q-School 2015           |
| 72  | England     | Tony Newell           | Q-School 2014           |
| 73  | England     | Wes Newton            | Top 64 Order of Merit   |
| 74  | Australien  | Paul Nicholson        | Top 64 Order of Merit   |
| 75  | England     | Alan Norris           | Q-School 2015           |
| 76  | Irland      | William O’Connor      | Q-School 2015           |
| 77  | England     | Colin Osborne         | Top 64 Order of Merit   |
| 78  | Wales       | Robert Owen           | Q-School 2014           |
| 79  | England     | Matt Padgett          | Q-School 2014           |
| 80  | England     | Kevin Painter         | Top 64 Order of Merit   |
| 81  | England     | Lee Palfreyman        | Q-School 2015           |
| 82  | England     | David Pallett         | Top 64 Order of Merit   |
| 83  | England     | Andy Parsons          | Q-School 2014           |
| 84  | Kanada      | John Part             | Top 64 Order of Merit   |
| 85  | Niederlande | Benito van de Pas     | Top 64 Order of Merit   |
| 86  | England     | Josh Payne            | PDC Youth Tour 2014     |
| 87  | Südafrika   | Devon Petersen        | Q-School 2015           |
| 88  | England     | Justin Pipe           | Top 64 Order of Merit   |
| 89  | Wales       | Gerwyn Price          | Top 64 Order of Merit   |
| 90  | Spanien     | Cristo Reyes          | Top 64 Order of Merit   |
| 91  | England     | Tony Richardson       | Q-School 2015           |
| 92  | England     | Jamie Robinson        | Q-School 2015           |
| 93  | Österreich  | Rowby-John Rodriguez  | Top 64 Order of Merit   |
| 94  | Deutschland | Tomas Seyler          | Q-School 2014           |
| 95  | England     | Andy Smith            | Top 64 Order of Merit   |
| 96  | England     | Dennis Smith          | Top 64 Order of Merit   |
| 97  | England     | Michael Smith         | Top 64 Order of Merit   |
| 98  | England     | Ross Smith            | Top 64 Order of Merit   |
| 99  | Schottland  | Gary Stone            | Q-School 2014           |
| 100 | Österreich  | Mensur Suljović       | Top 64 Order of Merit   |
| 101 | England     | Alan Tabern           | PDC Challenge Tour 2014 |
| 102 | England     | Phil Taylor           | Top 64 Order of Merit   |
| 103 | England     | Terry Temple          | Q-School 2014           |
| 104 | Schottland  | Robert Thornton       | Top 64 Order of Merit   |
| 105 | England     | Mick Todd             | Q-School 2014           |
| 106 | England     | Ross Twell            | Q-School 2014           |
| 107 | Belgien     | Dimitri Van den Bergh | PDC Youth Tour 2014     |
| 108 | Niederlande | Kevin Voornhout       | Q-School 2014           |
| 109 | Niederlande | Vincent van der Voort | Top 64 Order of Merit   |
| 110 | England     | James Wade            | Top 64 Order of Merit   |
| 111 | Schottland  | Jim Walker            | Q-School 2015           |
| 112 | England     | Mark Walsh            | Top 64 Order of Merit   |
| 113 | England     | Ben Ward              | PDC Challenge Tour 2013 |
| 114 | Niederlande | Jermaine Wattimena    | Q-School 2015           |
| 115 | England     | Darren Webster        | Top 64 Order of Merit   |
| 116 | England     | Mark Webster          | Top 64 Order of Merit   |
| 117 | England     | Steve West            | Q-School 2015           |
| 118 | England     | Ian White             | Top 64 Order of Merit   |
| 119 | England     | Conan Whitehead       | Q-School 2014           |
| 120 | Australien  | Simon Whitlock        | Top 64 Order of Merit   |
| 121 | England     | Stephen Willard       | Q-School 2015           |
| 122 | England     | James Wilson          | Q-School 2015           |
| 123 | England     | Jason Wilson          | Q-School 2015           |
| 124 | England     | Dean Winstanley       | Top 64 Order of Merit   |
| 125 | England     | Brian Woods           | Q-School 2014           |
| 126 | Schottland  | Peter Wright          | Top 64 Order of Merit   |
| 127 | Niederlande | Mike Zuydwijk         | Q-School 2015           |
| 128 | Niederlande | Jeffrey de Zwaan      | Q-School 2015           |

## Statistiken

### Tour Cards nach Nationen
| Nr. | Land        | Anzahl | Differenz zum Vorjahr |
| --- | ----------- | ------ | --------------------- |
| 1.  | England     | 80     | +2                    |
| 2.  | Niederlande | 11     | −1                    |
| 3.  | Schottland  | 9      | ±0                    |
| 4.  | Wales       | 4      | −1                    |
| 5.  | Australien  | 3      | ±0                    |
| 5.  | Belgien     | 3      | +1                    |
| 5.  | Deutschland | 3      | ±0                    |
| 5.  | Nordirland  | 3      | −1                    |
| 5.  | Österreich  | 3      | ±0                    |
| 10. | Irland      | 2      | ±0                    |
| 10. | Kanada      | 2      | ±0                    |
| 11. | Indien      | 1      | +1                    |
| 11. | Japan       | 1      | +1                    |
| 11. | Schweden    | 1      | ±0                    |
| 11. | Spanien     | 1      | ±0                    |
| 11. | Südafrika   | 1      | +1                    |
|     | 15 Nationen | 128    | 128                   |